# Cosseys Reservoir
Das Cosseys Reservoir ist ein Stausee in der südlichen Region des Auckland Council auf der Nordinsel von Neuseeland.

## Geographie
Der Stausee, der der Trinkwasserversorgung des Großraums Auckland dient, befindet sich im westlichen Teil der Berglandschaft der Hunua Ranges, rund 12 km östlich von Papakura. Der See, der eine Fläche von rund 1,19 km² umfasst und über mehrere verzweigte Seitenarme verfügt, erstreckt sich über eine Länge von rund 3,1 km in Nord-Süd-Richtung und misst an seiner breitesten Stelle rund 420 m in Ost-West-Richtung. Der Stausee speichert ein maximales Wasservolumen von rund 14,5 Millionen Kubikmeter und besitzt ein Wassereinzugsgebiet, das rund 22 km² umfasst.
Gespeist wird der See von zahlreichen Streams. Seinen Abfluss findet der Stausee über den nach Westen abgehenden Cosseys Creek.
Rund 2,4 km südwestlich befindet sich das Wairoa Reservoir und 3,5 km ostsüdöstlich das Upper Mangatāwhiri Reservoir, die alle zusammen mit dem rund 7,7 km südöstlich liegenden Mangatangi Reservoir zu den vier Stauseen zählen, die sich in den Hunua Ranges befinden und zur Trinkwasserversorgung von Auckland zählen.

## Staumauer
Die Staumauer, die sich an der Westseite des südlichen Teils Stausees befindet, ist als Gewichtsstaumauer ausgeführt. Sie besitzt eine Höhe von 41,2 m und wurde 1955 fertiggestellt. Die Kronenlänge beträgt 168 m.